# Oh Ban-suk
Oh Ban-Suk (20 de maio de 1988) é um futebolista sul-coreano que joga pelo Jeju United.

## Carreira
Foi convocado para defender a Seleção Sul-Coreana de Futebol na Copa do Mundo de 2018.